# 1370-е годы
1370-е (ты́сяча три́ста семидеся́тые) го́ды по юлианскому календарю — промежуток времени с 1 января 1370 года по 31 декабря 1379 года, включающий 1370 год 7-го десятилетия   и с 1371 по 1379 годы    8-го десятилетия XIV века 2-го тысячелетия.  Они закончились 646 лет назад.

## Важнейшие события
- Династическая война Золотой орды (1359—1381; Тохтамыш; Тамерлан; Мамай).
  - Государство Тимуридов (1370— нач. XVI века).
  - Поход Руси на Волжскую Булгарию (1376).
  - Битва на реке Воже (1378; Дмитрий Донской).
- Кара-Коюнлу (1375—1468; Ак-Коюнлу).

## Годы

### 1370
- Первое документальное упоминание о шведском торговом поселении Owla (ныне Оулу, Финляндия).
- 22 апреля — начато строительство Бастилии в Париже.
- 24 мая — заключён Штральзундский мир между Данией и Ганзой после войны 1367—70 годов. Мир закрепляет победу 60 ганзейских городов над королём Дании Вальдемаром Аттердагом.
- 1370—1382 — король Польши Людовик Анжуйский, бывший королём Венгрии. Галицкая Русь переходит к Венгрии.
- 1370—1372 — крестьянское восстание в Галиции.
- Ноябрь — второй поход Ольгерда с литовскими, тверскими и смоленскими полками на Москву. 6-16 декабря — Ольгерд стоит под Москвой. Заключено перемирие.
- Византия начала платить туркам дань.
- В восточном Гиляне образовалось сейидское государство с центром в Лахиджане.
- Столкновение между Хусейном и Тимуром. Хусейн разбит. Тимур осадил Балх. Хусейн попал в плен и убит.
- 1370—1380 — непрерывные войны Тимура с властителями Хорезма и Джента за объединение Средней Азии.

## Правители
- 1370—1378 — Папа Григорий XI (1329—1378).
- 1370—1405 — Великий эмир Тимур (1336—1405). Управляет страной от имени марионеточных ханов из Чагатаидов.
- 1370—1372 — Король Вьетнама Чан Нге Тонг.

## Родились
- 30 декабря — Василий I Дмитриевич, великий князь московский и владимирский.

## Скончались
- 22 февраля — Давид II, король Шотландии из династии Брюсов.